# Kálló
Kálló là một thị trấn thuộc hạt Nógrád, Hungary. Thị trấn này có diện tích 36,97 km², dân số năm 2010 là 1475 người, mật độ 40 người/km².